# Itala (miasto)
Itala – miejscowość i gmina we Włoszech, w regionie Sycylia, w prowincji Mesyna.
Według danych na rok 2004 gminę zamieszkiwały 1692 osoby, 169,2 os./km².